# Antoine Roux (auteur occitan)
Pour les articles homonymes, voir Antoine Roux et Roux (patronyme).
Antoine Roux (Lunel-Viel, 13 novembre 1842, Lunel-Viel, 11 janvier 1915), surnommé Lou Felibre dou Dardaioun, est un vétérinaire qui a été un homme politique dans sa ville natale. Membre du Félibrige latin, il a composé des poèmes exaltant l'amour du terroir ainsi que des pièces de théâtre.

## Biographie
Fils d'un maréchal-ferrant, Antoine Roux fait ses études dans l'école du village puis à Montpellier. À 17 ans, il entre à l'école vétérinaire de Lyon. Il revient à Lunel-Viel à 21 ans. Le 15 mai 1866, il épouse à Lunel-Viel Virginie Fournet (1844-1892). Leur fille Marie Antoinette naît en 1869. 
Antoine Roux fait partie, pendant 20 ans, du Conseil municipal de la commune. En 1870, il est nommé adjoint, puis maire en 1878. Il démissionne un an après, le 23 février 1879. Il se dédie alors à la littérature. Il est vice-président du Félibrige Latin. Il a collaboré à la Revue des langues romanes. Il décède à l'âge de 72 ans. La rue principale du centre ancien de Lunel-Viel porte son nom.

## Distinctions
Antoine Roux était officier d'Académie.

## Œuvres

### Poésies
- (oc + fr) Antoine Roux, Lou véla e l'anel : legenda roumana, Montpellier, Impr. Hamelin Frères, 1880, 14 p. (OCLC 743141293, BNF 31261431).

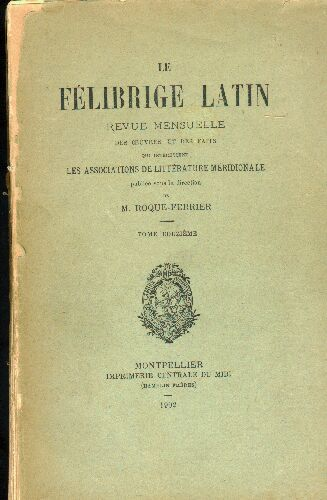
Le Félibrige latin.

- (oc + fr) Antoine Roux, Lou mera de vilage, Montpellier, Empr. Centrala dau Miejour, 1880, 12 p. (OCLC 799092481, BNF 31261423, lire en ligne) (manuscrit en ligne chez Occitanica).

Per estre mèra de vilage

Fou avedre un famous courage.
- (oc + fr) Antoine Roux, Las margaridetas : legenda, Montpellier, Impr. Centrale du Midi, 1882, 10 p. (OCLC 742810825, BNF 31261422).
- Remord e perdou (1886).
- (oc) Antoine Roux, Souveni dau 19 de decèmbre 1887, Montpellier, Impr. de Hamelin frères, 1888, 16 p. (OCLC 458779878, BNF 31261428).
- (oc + fr) Antoine Roux et Clément Auzières, Flous de sablas, Montpellier, Impr. Centrale du Midi et Hamelin frères, 1888, 24 p. (OCLC 799092464, BNF 31261420).
- (oc + fr) Antoine Roux (ill. Edouard Marsal), L'Eraut ; Mount-Pelié : poème languedocien, Montpellier, Imprimerie centrale du Midi (Hamelin), 1891 (OCLC 742642419, BNF 31261424).
- (oc) Antoine Roux, La Responsa de moun Grand : poème languedocien, Montpellier, impr. de Hamelin frères, 1895, 19 p. (BNF 31261429) (Extrait de l'"Armanac mount-pelieirenc" de 1895).
- (oc) Antoine Roux (préf. Alphonse Roque-Ferrier), La cansoun dau Dardailhoun, Montpellier, Imprimerie centrale du Midi (Hamelin), 1896, 374 p. (OCLC 742810639, BNF 31261417).
- (oc) Antoine Roux, Lou serre dau maugrat : légende roumaine, tirée des "Contes du Pelech", de Carmen Sylva, Montpellier, Imprimerie centrale du Midi, 1897, 31 p. (OCLC 799092488, BNF 31261427).
- (oc) Antoine Roux, Un vièl gardian, Campoul, Lunel, impr. Vignal, 1897, 27 p. (OCLC 799092467).
- (oc) Antoine Roux, Granier et Pontier, Célestin, Flour d'abrieu : per la noça de Pau Moulinié et de Milia Costa / souveni deis amis Roux, Granier et Pontier, Montpellier, : impr. de G. Firmin et Montane, 1900, 16 p. (BNF 30534453).
- (oc) Antoine Roux, Per lou bouquet nouviau de Jana e Gabriel : 21 de febriè 1900, Montpellier, Impr. centrale du Midi, 1900, 16 p. (BNF 31261426).
- Candillargues (1902, 15 p.).
- Lou paraploja de Laureta ; L'aiga de Balaruc (1909, 4 p.).
- (oc) Antoine Roux (préf. Jean Charles-Brun), Pescalunetas : Petites lunelloises : recueil de poésies languedociennes, Montpellier, Impr. Générale du Midi, 1912, 19 p. (OCLC 496011294).
- La pescaluna : Aux lunellois (As Pescalunas), Paroles de Antoine Roux ; Musique d'Edmond Daumas.

### Pièces de Théâtre
- (oc) Antoine Roux, Lou Testament d'un Sarra-piastras : comédie jouée le 20 février 1881 à Montpelliers, Montpellier, Empr. Centrala dau Miejour, 1890, 80 p. (OCLC 799700451, BNF 31261430).
- (oc) Antoine Roux, Lous Caramans ou lous dous bessouns : coumedia en cinq partidas e en verses, Montpellier, Empr. Centrala dau Miejour, 1896, 197 p. (OCLC 496026658, BNF 31261418).
- (oc) Antoine Roux, Lou jougadou : coumedia en cinq partidas e en verses, Montpellier, Empr. Centrala dau Miejou, 1897, 68 p. (OCLC 490135885, BNF 31261421).

### Autres
- Glanes félibresques trouvées dans le champ vétérinaire, 1906.